# Гранит-Сіті (Іллінойс)
Гранит-Сіті (англ. Granite City) — місто (англ. city) в США, в окрузі Медісон штату Іллінойс. Населення — 27 549 осіб (2020).

## Географія
Гранит-Сіті розташований за координатами 38°43′45″ пн. ш. 90°7′32″ зх. д. / 38.72917° пн. ш. 90.12556° зх. д. (38.729283, -90.125472).  За даними Бюро перепису населення США в 2010 році місто мало площу 53,62 км², з яких 49,96 км² — суходіл та 3,66 км² — водойми.

## Демографія
Згідно з переписом 2010 року, у місті мешкало 29 849 осіб у 12 214 домогосподарствах у складі 7791 родини. Густота населення становила 557 осіб/км².  Було 13578 помешкань (253/км²).
Расовий склад населення:
| - 89,5 % — білих - 5,5 % — чорних або афроамериканців - 0,5 % — азіатів - 0,4 % — корінних американців - 2,0 % — осіб інших рас |

До двох чи більше рас належало 2,1 %. Частка іспаномовних становила 5,0 % від усіх жителів.
За віковим діапазоном населення розподілялося таким чином: 22,9 % — особи молодші 18 років, 62,1 % — особи у віці 18—64 років, 15,0 % — особи у віці 65 років та старші. Медіана віку мешканця становила 38,2 року. На 100 осіб жіночої статі у місті припадало 94,3 чоловіків;  на 100 жінок у віці від 18 років та старших — 90,7 чоловіків також старших 18 років.
Середній дохід на одне домашнє господарство  становив 54 446 доларів США (медіана — 45 357), а середній дохід на одну сім'ю — 66 269 доларів (медіана — 57 535). Медіана доходів становила 47 900 доларів для чоловіків та 36 946 доларів для жінок. За межею бідності перебувало 17,0 % осіб, у тому числі 24,0 % дітей у віці до 18 років та 7,0 % осіб у віці 65 років та старших.
Цивільне працевлаштоване населення становило 12 901 осіб. Основні галузі зайнятості: освіта, охорона здоров'я та соціальна допомога — 19,4 %, виробництво — 15,4 %, роздрібна торгівля — 11,5 %, мистецтво, розваги та відпочинок — 11,4 %.